# Malik Harris
Malik Harris, né le 27 août 1997 à Landsberg am Lech en Allemagne, est un chanteur allemand. Il a été sélectionné pour représenter son pays au Concours Eurovision de la chanson 2022, avec sa chanson Rockstars.

## Jeunesse
Malik Harris naît le 27 août 1997 à Landsberg am Lech. Il est le fils de Ricky Harris (de), un animateur de la télévision allemande et acteur afro-américain originaire de Detroit (Michigan). Il grandit à Issing, un quartier de la commune de Vilgertshofen, à proximité de sa ville natale.

À l'âge de 13 ans, il fait ses débuts dans la musique, en réalisant des covers de chansons, en s'accompagnant à la guitare.

Il démarre des études d'espagnol et de français à l'Université d'Augsbourg, qu'il abandonne pour se consacrer pleinement à sa carrière.

## Carrière

### 2022:Concours Eurovision de la chanson
En 2022, Malik Harris est annoncé parmi les six participants à Germany 12 points, l'émission de sélection du représentant allemand pour l'Eurovision 2022. Sa chanson s'intitule Rockstars.

Le 4 mars 2022, il remporte la compétition, et représentera alors l'Allemagne au Concours Eurovision de la chanson 2022, à Turin en Italie,.

#### À l'Eurovision
En tant que membre du Big Five, l'Allemagne est qualifiée d'office pour la finale. Malik Harris arrive 25e lors de la finale, soit en dernière position. Aucun jury professionnel national ne lui attribue de point, et le public ne lui en donne que 6 au total.

## Discographie

### Albums
- 2021: Anonymous Colonist

### EP
- 2019: Like That Again

### Singles[6]
- 2018: Say the Name
- 2019: Welcome to the Rumble
- 2019: Like That Again
- 2019: Home
- 2020: Crawling
- 2020: Faith
- 2020: When We’ve Arrived
- 2021: Bangin’ on My Drum
- 2021: Dance
- 2021: Time for Wonder
- 2022: Rockstars

### En tant qu'artiste invité
- 2018: Dust (COSBY feat. Malik Harris)